# 통신사

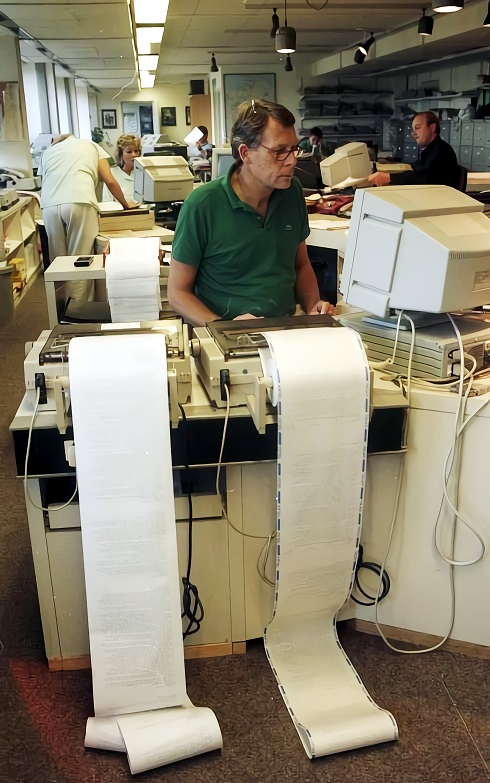

통신사(通信社, 영어: news agency, wire service, newswire 또는 news service)는 독자적인 취재조직을 가지고 수집한 뉴스를 신문사와 방송사에 제공하는 기관을 말한다. 즉, 신문, 잡지, 방송 등에 뉴스를 공급하는 도매 언론사다.
뉴스 취재에 필요한 다액의 경비는 신문사에 있어서 커다란 부담이 되므로 신문사는 이러한 독자적인 통신망을 가지고 있는 통신사를 이용하여 필요한 뉴스를 공급받는다.
통신사는 세계 각국에 통신망을 펼쳐두고 세계의 뉴스를 각국의 신문사에 배부하는 세계(국제)통신사(AP, UPI, 로이터, AFP, 이타르타스 등)와 세계 각지에 있는 특파원이나 국내 통신망으로부터의 뉴스를 주로 자기 나라의 신문사에 공급해주고 그 나라를 대표하는 위치에 있는 일국통신사, 뉴스가 아니고 해설·읽을거리·만화·사진 등을 각 신문에 제공하는 특약통신사, 외국의 방송을 청취하고 이를 기사화하여 배부하는 전문통신사 등이 있다.
각 통신사는 서로 뉴스교환협정을 맺고 있는 것이 많다. 어떤 통신사는 각 신문사가 조합원이 되어 그 경비를 분담하는 협동조직체로 기업형태를 취하고 있는 것도 있다.(AP, 일본의 교도통신 등). 또한 취재한 뉴스를 신문사에 판매하여 경비를 충당하는 상업적인 것(UPI 같은 것), 국가의 한 기관으로서 국가가 그 소요 경비를 지출하는 국영통신사(타스-구소련 통신사) 등으로 분류할 수 있다.
그 나라를 대표하는 통신사로 잘 알려진 것들로는 미국의 AP, 대한민국의
연합뉴스, 중국의 신화통신이나 러시아의 이타르타스, 일본의 교도통신, 조선민주주의인민공화국의 조선중앙통신 등이 있다.
대한민국의 뉴스통신사로는 연합뉴스, 뉴시스, 뉴스1, 뉴스핌, GNN뉴스통신, NSP통신 등이 있다.

## 같이 보기
- 보도자료